# Calamagrostis hakonensis
Calamagrostis hakonensis là một loài thực vật có hoa trong họ Hòa thảo. Loài này được Franch. & Sav. mô tả khoa học đầu tiên năm 1878.